# Stislas de Weitenmühle
Stislas de Weitenmühle (Stislaus von Weitmühl en allemand ; Stislaw von der Witen Mulen en moyen-haut-allemand), mort en 1402, est un chevalier, grand-bailli d'Alsace (1386-1390) également à plusieurs reprises sous-bailli depuis 1352, ainsi que prêvot impérial de Haguenau. Il est le représentant fidèle de l'empereur Charles IV, puis de Venceslas en Alsace et se fait leur plénipotentiaire dans diverses résolutions de conflits ainsi que pour diverses charges souveraines dans la région.

## Biographie
Stislas de Weitenmühle est issu de la famille noble bohémienne des Weitenmühle. Cinq frères Krabitz von Weitmühl sont venus de Bohème avec l'empereur Charles IV en Alsace au milieu du XIVe siècle pour l'administrer,. 
L'empereur les dote d'un fief, celui laissé sans héritier direct par la mort en 1358 de Cunon de Wasigenstein, fils d'Engelhart de Wasigenstein, Schultheiss (prêvot impérial) de Haguenau en 1314, qui avait lui-même hérité du fief des Marschall du château de Haguenau,. Le fief est donné le 6 avril 1359 à ces cinq frères, puis régulièrement reconfirmé. Il consiste en divers biens haguenoviens, quelques maisons et moulins sis notamment au sein du château et en ville. 
En 1352, Stislas de Weitenmühle apparait ainsi pour la première fois dans la région comme sous-bailli dans une charte de l'empereur Charles IV pour l'abbaye de Wissembourg. Il est alors lieutenant du bailli Hugues, comte de Hohenberg (1350-1353). 
En 1357, de nouveau en cette fonction sous la direction de Bourcard, burgrave de Magdebourg, il prend et incendie sur l'ordre de l'empereur les villes de Seltz et Hagenbach avec les seigneurs d'Ochsenstein, les villes de Strasbourg, Haguenau et Wissembourg. 
Au cours de l'année 1360, Stislas est cité dans plusieurs règlements de paix dans la région. Le 13 février 1360, l'empereur lui donne l'ordre de se rendre en Italie pour régler un conflit entre Jean Galéas et le marquis Jean de Montferrat. Le 18 avril 1360, il est de nouveau Schultheiss de Haguenau, et cité dans le contexte des traités de paix d'Erstein entre l'évêque, la ville de Strasbourg et les autres villes d'Alsace,,,,. Le 26 juillet 1360, il est l'intermédiaire entre la ville de Strasbourg et Henri de Fleckenstein le Jeune, et entre cette même ville et Reimbold de Fegersheim, tous deux bourgeois de Strasbourg,. Il est alors cité en tant que « Landvogt », mais il n'est proprement que sous-bailli, de nouveau sous la direction de Bourcard de Magdebourg. 
Le 25 mai 1362, Stislas, alors de nouveau sous-bailli d'Alsace, figure dans le traité d'alliance que firent à Colmar les États de l'Alsace contre les Anglais.  
En 1370, de nouveau il est cité comme « bailli », mais il est véritablement sous-bailli, ainsi que « vicaire » du duc Venceslas de Luxembourg, frère de l'empereur, à qui le bailliage d'Alsace était alors mis en gage,. 
Le 12 mai 1371, Charles IV écrit de Prague à Ulrich de Fénétrange, Landvogt d'Alsace, et aux villes d’Alsace, pour se joindre à Eberhard, comte de Wurtemberg, Landvogt de la Souabe inférieure, aux administrateurs de l'évêché et à la ville de Strasbourg, pour combattre les voleurs et les ennemis de la paix publique. Stislas de Weitenmühle devait porter la bannière de l'empire. 
Le 10 février 1372, il est nommé par l'empereur administrateur de l'évêché, du fait de la situation très endettée où l'avait mis l'évêque Jean de Lichtenberg. 
En 1386, Venceslas fait mention de Stislas de Weitenmühle et de son fils Dietrich comme bailli d'Alsace, au sujet des juifs proscrits par lui à Colmar et dans d'autres lieux. Jusque fin mai 1390, Stislas et Dietrich assure un binôme père et fils en tant que bailli et sous-bailli d'Alsace. Dietrich occupe également pendant cette période la fonction de Schultheiss de Haguenau. La carrière politique de Stislas s'achève ainsi en 1390, et son fils Dietrich prend le relais.

## Détail des fonctions
- 1352-1353 : sous-bailli d'Alsace
- 1355-1356 : Schultheiss de Haguenau
- 1355-1357 : sous-bailli d'Alsace
- 1360 : Schultheiss de Haguenau
- 1359-1363 : sous-bailli d'Alsace
- 1367 : Schultheiss de Haguenau
- 1369-1370 : sous-bailli d'Alsace
- 1376-1377 : sous-bailli d'Alsace
- 1381 : bourgeois de Strasbourg (Ausbürger)[18]
- 10 mars 1382[19]- décembre 1382 : Schultheiss de Haguenau et sous-bailli d'Alsace
- 1386-1390 : grand-bailli d'Alsace

## Descendance et mort
Avec Benignosa vom Huse, fille du Schultheiss de Mulhouse Dietrich vom Huse (1358-1360), veuve dès 1403 et au moins jusqu'en 1415, il a cinq fils et une fille : Dietrich, Martin, Wenceslas, Hans, Peter et Anna. Il meurt dans l'année 1402 ; son fils le plus âge resté en Alsace Hans hérite de son fief châtelain de Haguenau le 25 janvier 1403.

## Moulin de Dislach (Dischlachmühle)

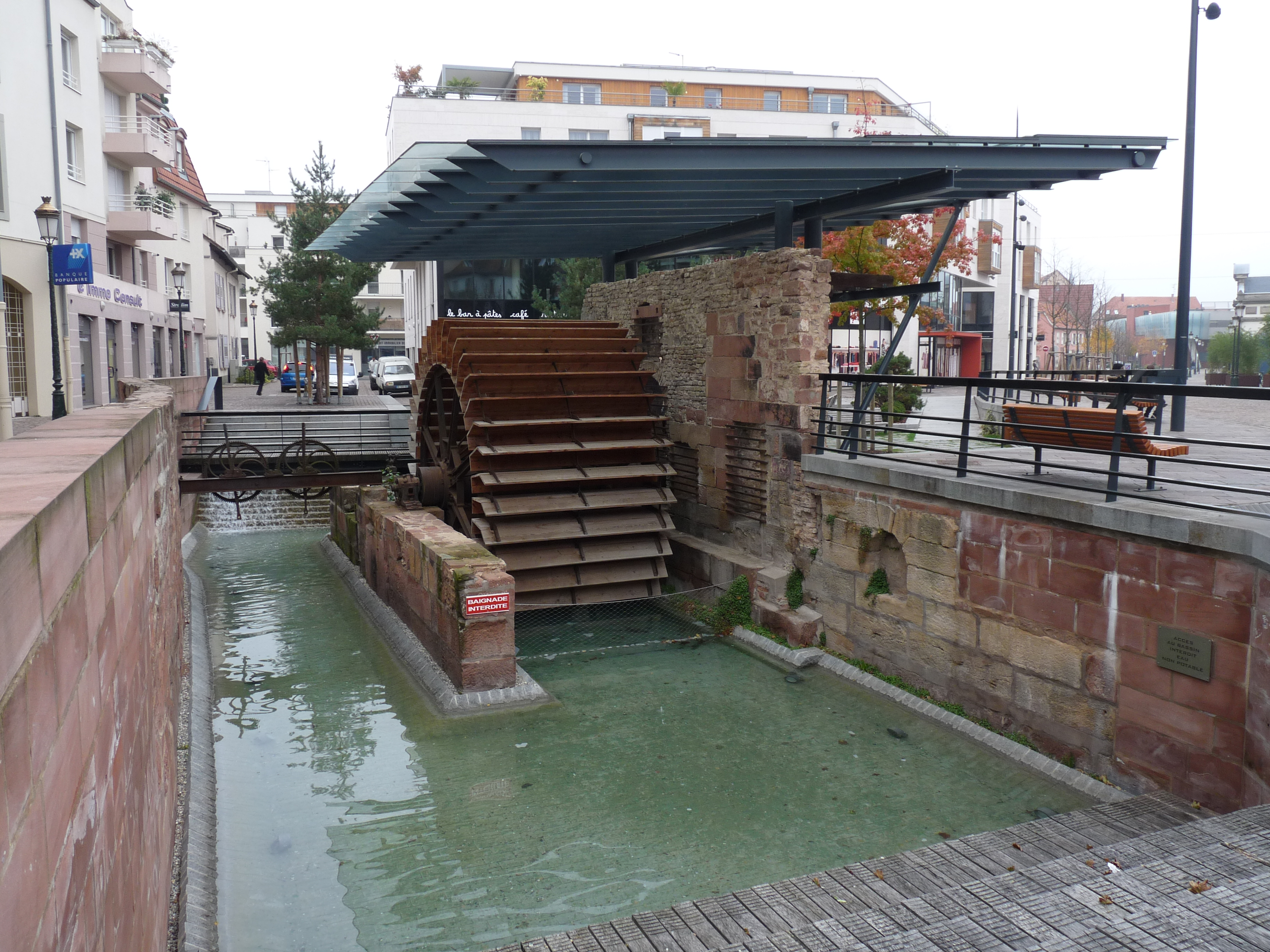
Moulin de Dislach à Haguenau

Haguenau comptait plusieurs moulins sur la Moder au Moyen-Âge et jusqu'au XIXe siècle. Mentionné dès le XIIIe siècle, le moulin Dischlach faisait partie d’un ensemble de six moulins médiévaux intra-muros, situés sur les deux bras de la Moder qui formaient l'île où se trouvait le château impérial. Le moulin Dischlach est construit à l'endroit où ils confluaient.
Dislach est la déformation du nom de Stislas : en effet, le moulin faisait partie du fief donné à Stislas en 1359, ce qui en fait le propriétaire du moulin. Celui-ci portait également le nom de Engelhardsmühle, du nom de père de Cunon de Wasigenstein, propriétaire du fief dont a hérité Stislas.

Les vestiges aujourd'hui visibles sur le Cours de la Décapole datent du XIXe siècle et comptent une roue à aubes, des pans de murs et de fondations, mais aussi une partie du mécanisme de transmission. Avant sa démolition en 1978, le moulin a encore abrité une menuiserie. Ses vestiges ont été mis en valeur en 1980 sous le mandat du maire André Traband. Le cours a été rénové de 2007 à 2008.

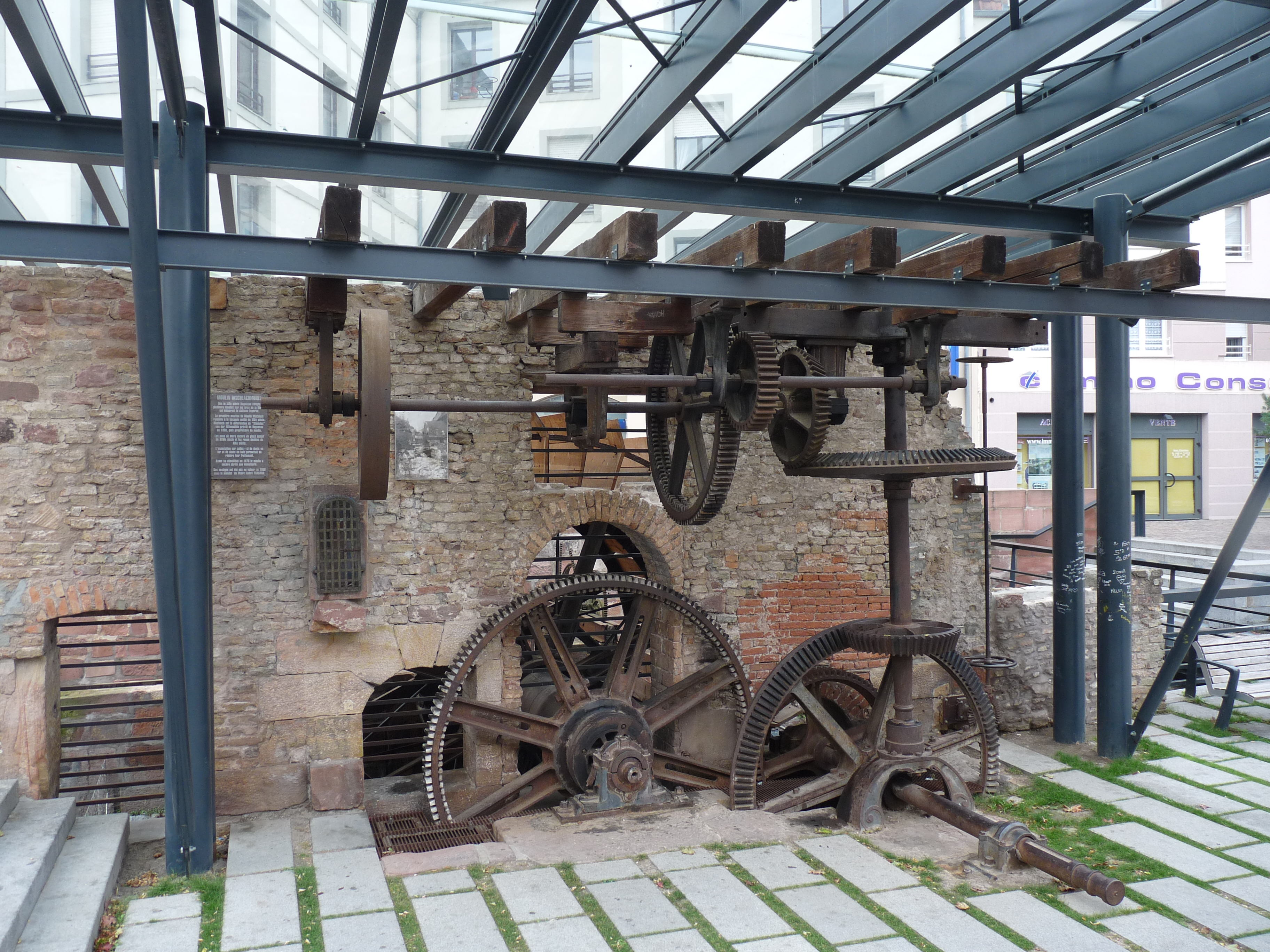
Engrenages à transmission du moulin Dislach
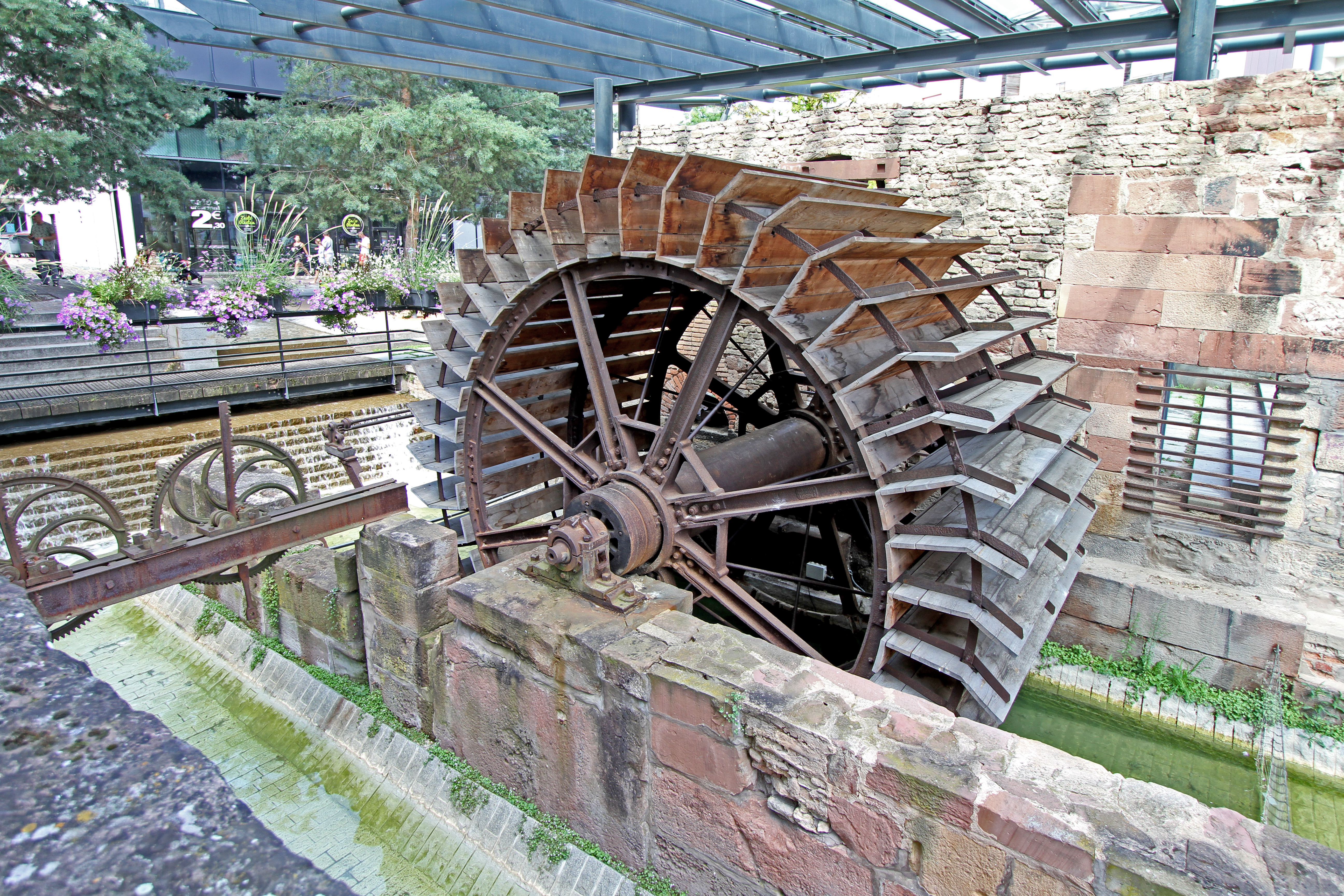
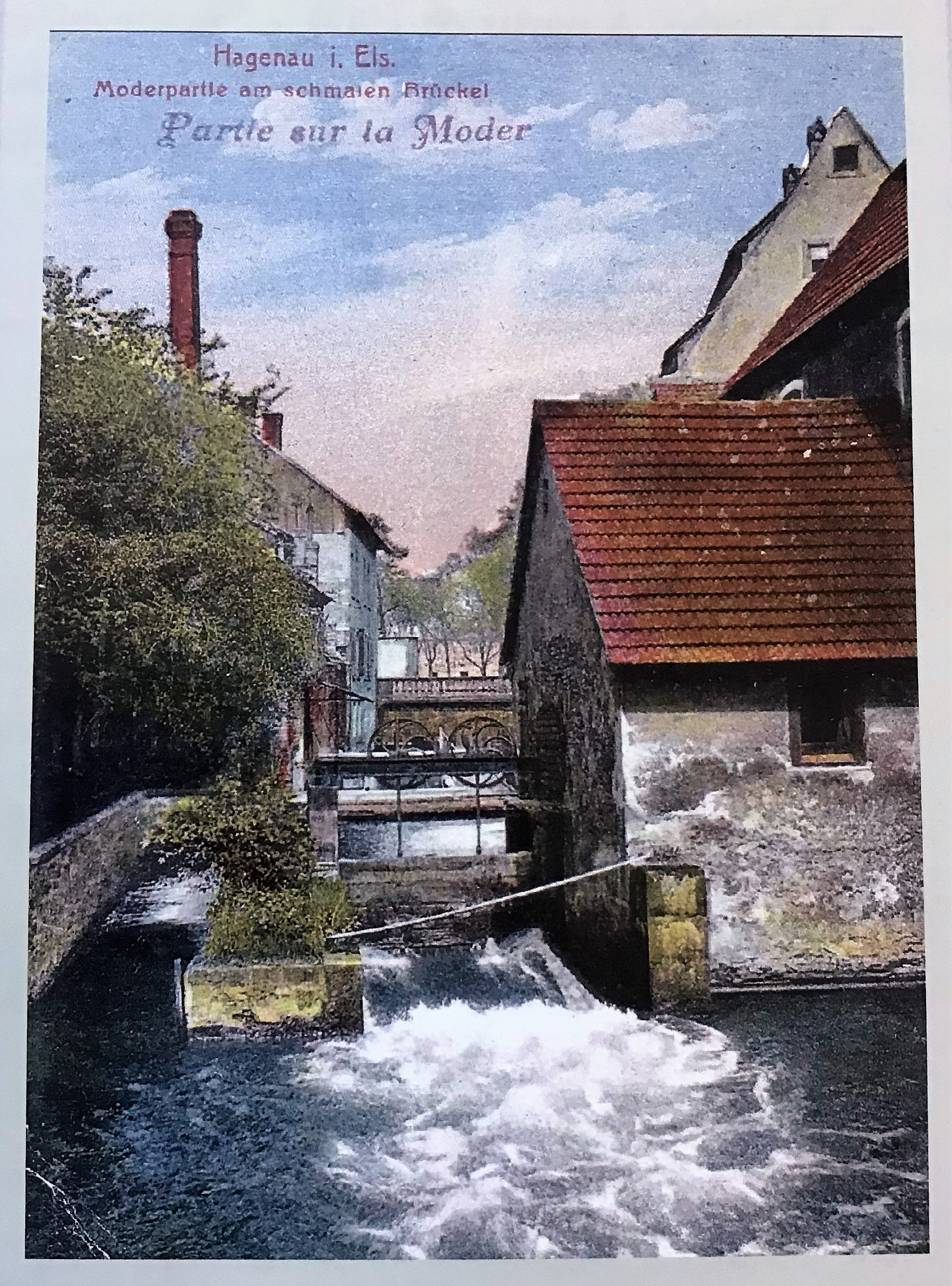
Carte postale vers 1915